# OIBDA
OIBDA (англ. Operating Income Before Depreciation And Amortization) — аналітичний показник, що означає операційний дохід до вирахування зносу основних засобів і амортизації нематеріальних активів.
Показник OIBDA визначається як операційний прибуток до вирахування зносу основних засобів і амортизації нематеріальних активів.
Показник OIBDA слід відрізняти від EBITDA, оскільки відправною точкою показника є операційний прибуток, а не чистий прибуток. Таким чином, OIBDA не включає неопераційні доходи, які, як правило, не повторюються з року в рік. Він включає тільки дохід, отриманий за рахунок регулярних операцій, і не схильний до впливу одноразових нарахувань, наприклад пов'язаних з курсовими різницями або податковими знижками.